# Horatio Nelson
Phó Đô đốc Horatio Nelson, Tử tước Nelson thứ 1, KB (29 tháng 9 năm 1758 – 21 tháng 10 năm 1804) là một đô đốc người Anh, trở nên nổi tiếng trong cuộc chiến tranh Napoleon, đặc biệt là trận chiến Trafalgar, một chiến thắng quyết định của vương quốc Anh, đồng thời cũng là nơi ông hy sinh. Nelson được biết đến là người có khả năng truyền cảm hứng và khích lệ tinh thần binh sĩ, chính nhờ điều đó mà ông được gắn với cái tên:"The Nelson Touch".
Những chiến công hiển hách của ông trong chiến tranh đã giúp ông tạo một vị trí đáng kính cùng với các nhân vật quân sự lừng lẫy khác trong lịch sử vương quốc Anh.
Vào thế kỷ 18, Nelson trở nên nổi tiếng với chuyện tình Phu nhân Hamilton (tức Emma Hart), vợ của ông William Hamilton - một Đại sứ Anh ở xứ Napoli. Bà trở thành tình nhân của Nelson và họ đã sống với nhau công khai khi bà trở lại Anh, dù Nelson cũng đã có vợ là bà Fanny Nelson. Hai người đã có một người con gái tên là Horatia Nelson. Do Quý ông William Hamilton rất ngưỡng mộ Nelson nên Quý ông không hề cấm đoán cuộc tình này. Sau khi hy sinh vào năm 1805, Nelson trở thành anh hùng dân tộc và được đưa tang theo nghi lễ quốc gia. Cho tới ngày nay, ký ức về Nelson vẫn còn sống mãi cùng vô số các công trình tưởng niệm, trong đó đáng kể nhất là tượng đài Nelson tại thủ đô Luân Đôn, đứng ở giữa quảng trường Trafalgar.

## Thiếu thời
Horatio Nelson sinh ngày 29 tháng 9 năm 1758 tại nhà của mục sư ở Burnham Thorpe, Norfolk, nước Anh. Ông là đứa con thứ sáu trong mười một người con của Reverend Edmund Nelson và vợ là Catherine. Mẹ của ông mất khi ông được chín tuổi. Bà sống tại làng Barsham, Suffolk, và kết hôn với Reverend Edmund Nelson tại nhà thờ Beccles, Suffolk vào năm 1749. Tên ông được đặt theo tên cha dượng của ông - Horatio Walpole - Nam tước Walpole thứ Hai.
Nelson theo học Trường Tiểu học Paston, Bắc Walsham, Anh, rồi chuyển sang Trường chuyên Văn Vua Edward đệ Lục khi ông 12 tuổi. Năm 1771, ông bắt đầu sự nghiệp hải quân trên con tàu chiến hạng Ba - HMS Raisonnable như một người lái tàu bình thường dưới quyền chú ông - Thuyền trưởng Maurice Suckling. Không lâu sau, Nelson được thăng hàm Chuẩn úy Hải quân và bắt đầu thực tập. Nelson bị say sóng biển - thứ đeo bám ông suốt cả sự nghiệp.